# Brittenburg

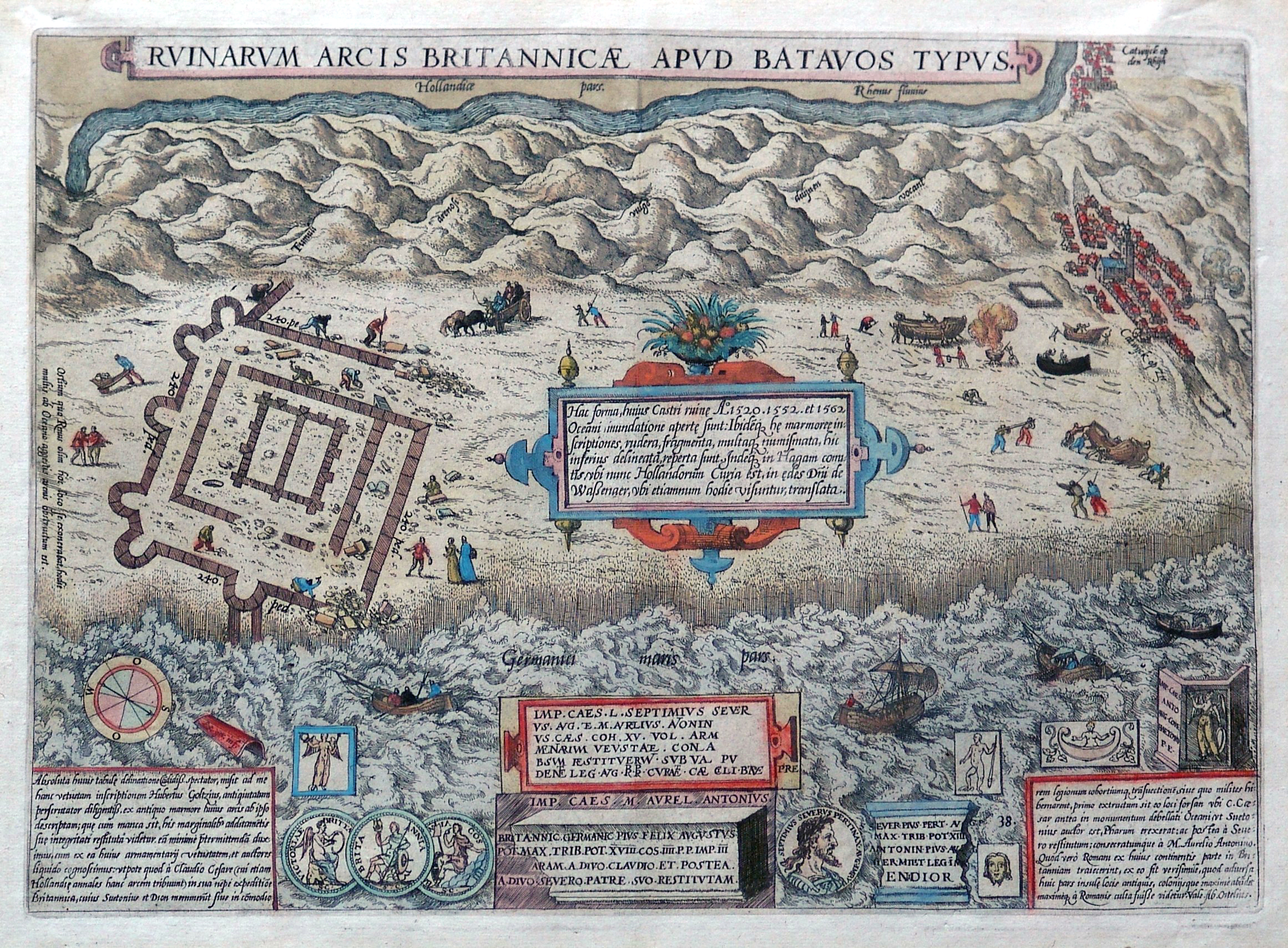
Brittenburg, secondo Abramo Ortelio

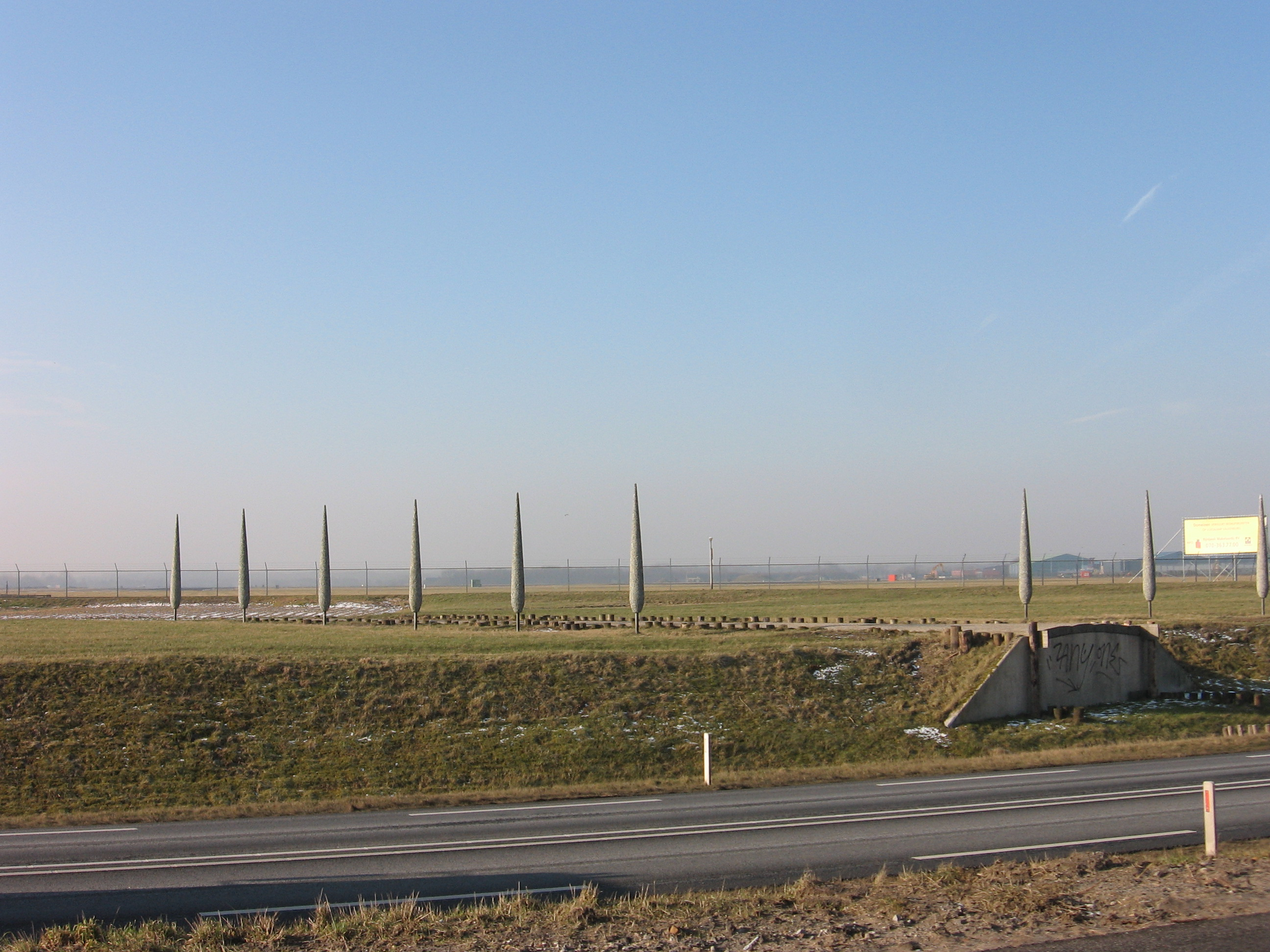
Strada romana visibile dall'autostrada nei pressi di Valkenburg, Olanda meridionale

Il Brittenburg (latino classico: Batavorum Lugdunum) è una rovina romana ad ovest di Leida, presumibilmente nel sito dell'ancora più antica fortezza celtica di Lugdunum, che è stata visibile sulla spiaggia tra Katwijk aan Zee e Noordwijk aan Zee dopo le tempeste negli anni 1520, 1552 e 1562. In origine era un grande complesso situato alla foce dell'Oude Rijn (vecchio fiume Reno), che oggi si ritiene si trovi a circa un chilometro ovest (al largo nel Mare del Nord) dell'attuale posizione del Centro europeo per la ricerca e la tecnologia spaziale. Il forte ora non è più visibile e presumibilmente inghiottito dal mare. Diversi tentativi di rintracciare la posizione di Brittenburg si sono finora rivelati infruttuosi.

## Storia

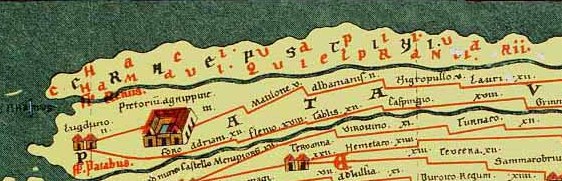
Mappa di Brittenburg (come "Lugduno") nella Tabula Peutingeriana.

La parola dunum, rintracciabile nella toponomastica Gaelica al giorno d'oggi (Dundalk, Dunrobin Castle) e che significa "fortezza" o "castello", è un elemento tipicamente celtica in toponimi europei. Il sito, noto come "Brittenburg", era ancora visibile tra le dune nel XIV secolo, ma la progressiva avanzata del mare fece sì che le rovine si trovassero sulla spiaggia nel XVI e XVII secolo. Oggi, sarebbero da qualche parte nell'estuario del Reno, inaccessibile alla ricerca archeologica. Tutto ciò che rimane è un piccolo insieme di reperti, raccolti nel XVI e XVII secolo, e una famosa mappa di Abramo Ortelio. Una copia di una vecchia mappa romana la Tabula Peutingeriana mostra Brittenburg come Lugduno; sulla costa e con due torri. A est da quel punto, due strade corrono verso Noviomagi (Nimega). Lungo il percorso a nord, si possono vedere le seguenti città: Pretorio Agrippine (Valkenburg, Olanda Meridionale) Matilo (Leida), Albanianis (Alphen aan den Rijn), Nigropullo (Zwammerdam) e Lauri (Woerden). Tutte queste località sono situate nell'Oude Rijn. Il percorso meridionale inizia con la città Forum Hadriani (Voorburg), mostrata direttamente a sud di Matilo. Queste città erano collegate dalla Fossa Corbulonis o canale di Corbulone.
La prima menzione del Brittenburg è in un poema o Willem van Hildegaersberch nel 1401, che lo chiama Borch a Bretten. Nel 1490 c'è anche una menzione del "burg in Britten". Fu 'scoperto' nel 1520 quando una tempesta espose l'intero complesso e furono trovati manufatti romani (principalmente pietre e monete). Alcune monete erano datate, con l'ultima delle quali era 270. L'immagine più antica della Brittenburg è una xilografia (identificata dal professor di Leida Jan Hendrik Holwerda, curatore del Museo Nazionale delle Antichità) da Abramo Ortelio nel 1562 per la prima edizione di Lodovico Guicciardini del "Descrittione di Lodovico Guicciardini patritio fiorentino di tutti i Paesi Bassi altrimenti detti Germania inferiore", stampato nel 1589 da Christophe Plantin ad Anversa. Questa xilografia è stata sostituita nelle edizioni successive con incisioni. L'immagine più antica fu usata successivamente da Zacharias Heyns (1598, 1599) e Hermann Moll (1734, 1736). Riguarda il progetto di un geometra (trigonometria), in cui è menzionato sopra, vale a dire 1.200 "passi" (= 1.080 metri) ). Brittenburg faceva parte della difesa di confine romana (limes), come il posto di guardia (castellum) chiamato Lugduno, la posizione più occidentale situata lungo il vecchio Reno, che costituiva la frontiera settentrionale della provincia romana Germania Inferiore. Data la forma quadrata della struttura interna, il Brittenburg era probabilmente un faro dopo il modello del faro o di Ostia Antica con un'altezza di circa 60 metri e una base di 72x72 metri. Alcuni storici vedono anche un granaio nel piano, ma questo è più interno.
Nel 1982 furono trovate chiare indicazioni per lo scavo dell'attuale "Uitwateringssluizen" per un insediamento romano, probabilmente legato al Lugdunum Batavorum.

## Strutture

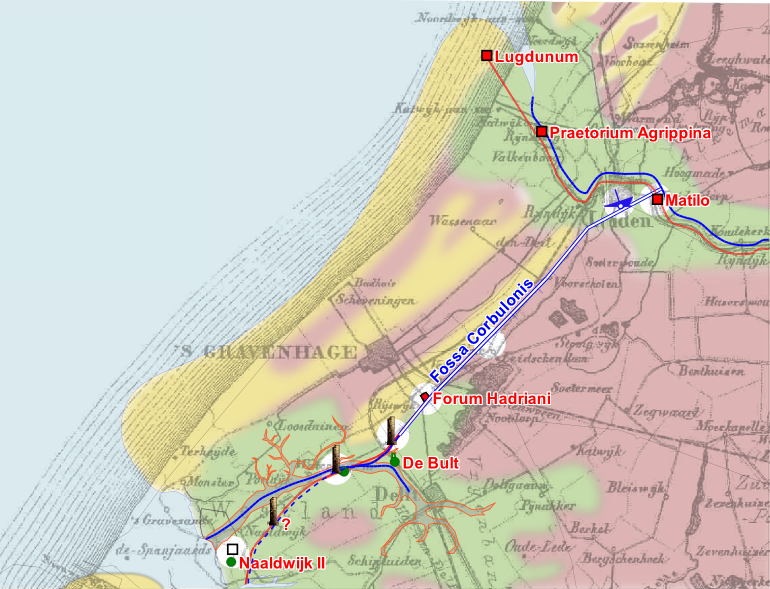
Mappa di Leida oggi si sovrappone alla vecchia situazione in epoca romana, mostrando Lugdunum, Praetorium Agrippinae, Matilo lungo il vecchio Reno, e Forum Hadriani e la rotta del canale di Corbulone.

### La fortezza di Bretten
Vi è stata molta confusione riguardo ai termini Brittenburg e Lugdunum Batavorum. Sin dal Medioevo veniva ricercato un misterioso castello il 'Borch te Bretten' (la fortezza di Bretten), presumibilmente situato nelle vicinanze di Leida (Bretten è il vecchio nome della zona tra Leida ed il Mare del Nord). Quando le rovine di Katwijk emersero dopo le alluvioni del 1520, furono per questo motivo (erroneamente) chiamati Brittenburg. Vi erano molte fortezze (burchts) in questa zona, che cadute in disuso, venivano successivamente abbattute per riutilizzare le pietre nella costruzione.

### La fortezza di Leida
Quando la Tabula Peutingeriana fu scoperta da Conrad Celtis intorno al 1500, gli studiosi di Leida presumevano che una vecchia fortezza nel centro della città chiamata Burcht van Leiden (fortezza di Leida), nel punto in cui il Leidse Rijn incontra il Vecchio Reno, fosse Lugduno. Per questo motivo, Leida fu chiamata (erroneamente) Lugdunum Batavorum. Il nome latino dell'Università di Leida è Academia Lugduno-Batava. Il termine Batava fu aggiunto solo per distinguere Leida da un altro Lugdunum. Questo termine è ancora più sfortunatamente scelto, poiché anche quegli stessi studiosi presumevano che Leida fosse situata all'interno della vecchia regione Batavia, che era in realtà molto più ad est, vicino alla Germania. Lugdunum era nel territorio dei Canninefati, non dei Batavi. Oggi Leida è associata alla città di Matilone sulla tabula, e anche quel punto è considerato un po' ad est del Burcht van Leiden, nel sito dell'ex Roomburg.

### La torre di Kalla
Lo storico romano Svetonio scrisse una storia sull'imperatore Caligola, che schierò i suoi soldati e l'artiglieria sulla spiaggia e dichiarò guerra a Nettuno, dio del mare. Dopo di ciò, rivendicò la vittoria sull'oceano e ordinò ai suoi uomini di raccogliere conchiglie come bottino di guerra. Come monumento a questa vittoria costruì un alto faro. Questa storia ha portato alla ricerca del faro di Caligola. Nel XVI secolo, quando molti turisti erano venuti a vedere il Brittenburg con la bassa marea, la gente di Katwijk riferiva che le loro reti da pesca erano regolarmente bloccate dietro le pietre di quella che chiamavano Kalla's Toren (la torre di Kalla", Kalla = Caligola). Questa storia di Caligola è probabile, perché in questa zona è stata trovata una botte di vino proveniente dalla sua vigna personale.

### Valkenburg

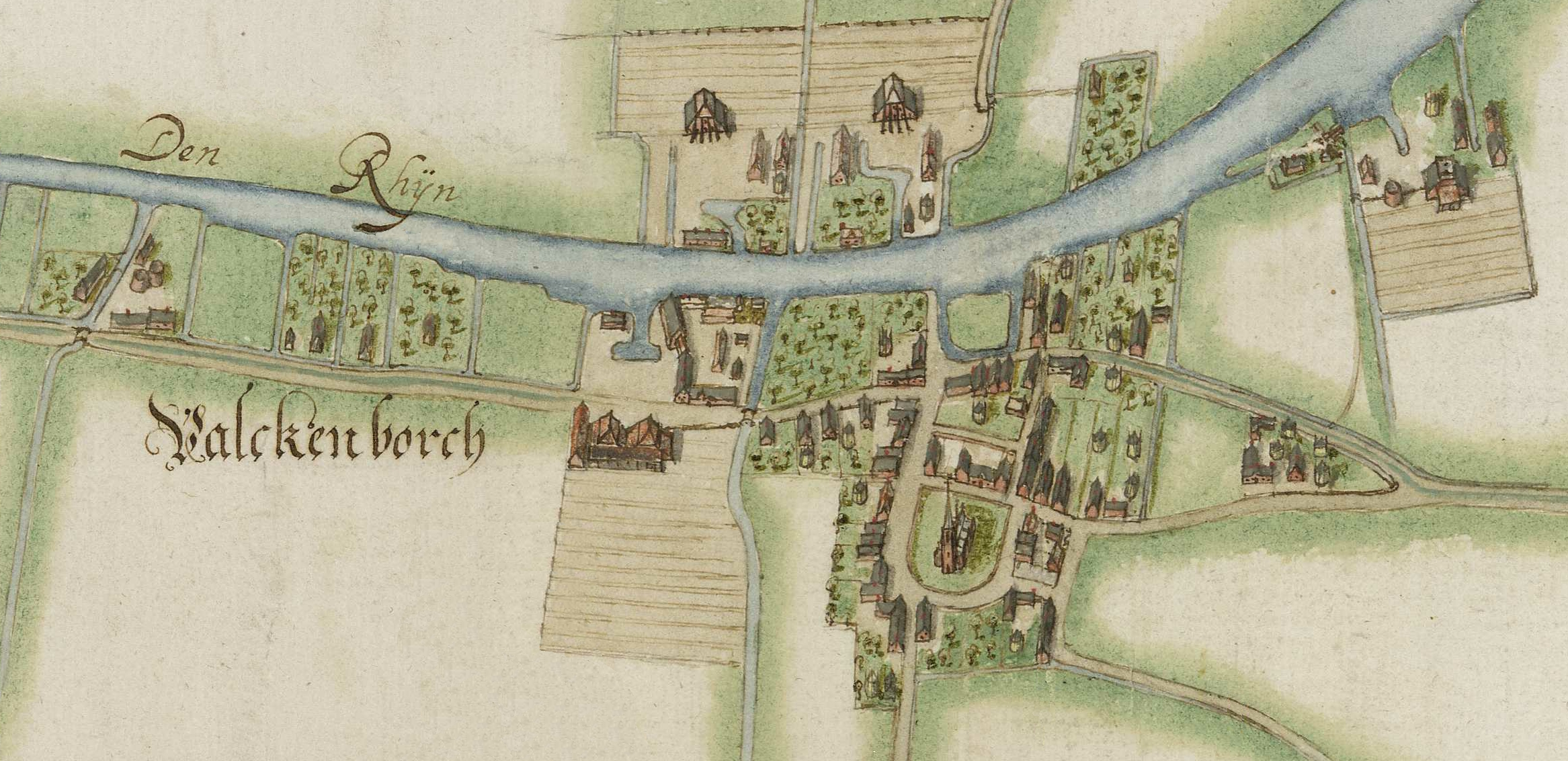
Valkenburg nel 1627

Considerato parte di Lugdunum, la base di rifornimento dell'esercito romano Praetorium Agrippinae, la moderna Valkenburg, sarebbe stata fondata da Caligola. Gli archeologi moderni hanno trovato tracce di infrastrutture romane ed hanno installato punti di osservazione per vederle nel panorama moderno.

### Nuova Brittenburg
La parte sud orientale di Brittenburg è l'unico ricordo rimasto dell'antica struttura. la fermata dell'autobus Nieuw Brittenburg (Nuova Brittenburg), la principale fermata dell'autobus per il centro città e la spiaggia di Katwijk.